# ギークピクチュアズ
株式会社ギークピクチュアズ（英: GEEK PICTURES INC.）は、日本の制作プロダクション。
ブランドのギークサイト（映画制作）やギークトイズ（アニメーション制作）などと共に『ギークコミュニティ』を形成し、新たな時代のコンテンツを日本から世界へ向けて発信している。日本語の企業ステートメントは「動かせない世界は、ない。」、同じく英語は「Unexpected Powers United.」。

## 歴史
2007年2月5日、保険会社を経て東北新社などに勤務していた小佐野保が独立し東京都港区西麻布に設立。
2009年、本社を東京都渋谷区神宮前へ移転。
2024年、本社を東京都港区北青山へ移転。
企業のテレビCMを数多く制作する他、 Web等のデジタル動画の制作、映画・テレビ番組の制作、クリエイターのマネージメント業務、CG事業、アニメーション事業、キャラクターライセンス事業、イベント・セールスプロモーションの企画制作と多岐にわたる。

## 沿革
- 2007年 - 東京都港区西麻布に株式会社ギークピクチュアズを創業設立
- 2008年 - 映画・TV番組制作等の映像制作、映像編集を行う株式会社ギークサイト設立
- 2009年 - 東京都渋谷区神宮前に本社移転
- 2010年 - GEEK PICTURES SHANGHAI INC. 設立
- 2012年 - クリエイターマネジメントを行う「VOYAGER」発足
- 2013年 - ギークピクチュアズ シンガポール設立
- 2015年 - 株式会社ビジュアルマントウキョーと資本提携
- 2017年
  - GEEK PICTURES BANGKOK 設立
  - クリエイターマネジメントを行う「ZEN CREATIVE」発足
  - アニメーションの企画・制作等を行う株式会社ギークトイズ設立
  - 「GEEK CREATIVE STUDIO」発足
- 2018年 - ヌーヴェルグループ（美術制作）と経営統合[4]
- 2019年
  - 東映シーエム（CM制作会社）と業務提携[5]
  - CGによる映像の企画・制作等を行う(株)RED GEEK PICTURES設立（現 (株)RED）
  - 「GEEK WONDERS」発足
  - 「PEEEK TV」発足
  - GEEK PICTURES Pvt. Ltd.設立
- 2020年
  - 株式会社栃⽊スタジオシティプランニングが「足利スクランブルシティスタジオ」事業を開始
  - ネストビジュアル株式会社と経営統合
- 2023年 - ギークトイズを吸収合併[6]
- 2024年 - 本社および各オフィスを港区北青山に移転
- 2025年 - ギークサイトを吸収合併[7]

## 作品

### CM・Webムービー
2007年
- ソフトバンク／ブラッド・ピット「ホワイト」篇
- ソフトバンク／ホワイト家族「予想外な家族」篇
- ソフトバンク／キティ「キティケータイ」篇
- セコム／ホームセキュリティ「番犬」篇
- サントリー／ビタミンウォーター「いまいち兄弟」篇

2008年
- ソフトバンク／キャメロンディアス「ミュージカル」篇
- ソフトバンク／白戸家「ありがとう。純増ナンバー１」篇
- ソフトバンク／白戸家「サミット開催！」篇
- サントリー／フレシネ「光の街」篇
- サントリー／BOSSブラック「最速電気カー」篇

2009年
- ソフトバンク／白戸家「男の二人旅」篇
- ソフトバンク／企業「SMAP大移動」篇
- サントリー／BOSS「大物たちの食後」篇
- サントリー／シルキーブラック「第一楽章」篇
- 三井住友海上保険／企業「GK 大きな安心」篇

2010年
- ソフトバンク／白戸家「選挙カー」篇
- ソフトバンク／PANTONE「父変身」篇
- サントリー／BOSS贅沢微糖「贅沢マドンナ」篇
- ストライプインターナショナル／earth music&ecology「歩く」篇
- コーセー／グランデーヌルクサージュ「ビルボード」篇

2011年
- ソフトバンク／企業「SMAP パーティー」篇
- サントリー／企業「上を向いて歩こう」篇
- サントリー／BOSS「ゼロの頂点」篇
- トヨタ自動車／企業「ReBORN」篇
- ストライプインターナショナル／earth music&ecology「宿泊先にて」篇

2012年
- ソフトバンク／白戸家×BOSS「一乗谷」篇
- サントリー／BOSS贅沢微糖「写真」篇
- トヨタ自動車／企業「のび太の免許をとろう。」篇
- 大塚製薬／ソイカラ「ソイカラのうた」篇
- ぐるなび／忘年会CP「上司の手品」篇
- ユニリーバ／リプトン「ミナンダカー キラキララウンジ」篇

2013年
- ソフトバンク／企業「吉永小百合 電話をかける」篇
- サントリー／BOSS贅沢微糖「ふたつの意見」篇
- トヨタ自動車／TOYOTOWN「ハイブリッドの樹」篇
- 日本スポーツ振興センター／理念広告「最後の試合」篇
- コーセー／雪肌精「これが、すっぴんメイク」篇
- ソネット／NURO DEVIL MAN「その男の場合」篇
- BSジャパン／企業「会見」篇

2014年
- ソフトバンク／白戸家「ついに登場」篇
- サントリー／BOSS「プレミアムな対談」篇
- トヨタ自動車／FTDA 2014「総集編」
- KIRIN／企業「応援する者」篇
- かんぽ生命／企業「人生は、夢だらけ。」篇
- インテリジェンス／DODA「キング牧師×綾野剛」篇
- ニビシ醤油／こころに、ごちそうを。「母の手紙」篇
- フジテレビ／FNS27時間テレビ「登場」篇

2015年
- ソフトバンク／企業「MOON RIVER 全員集合」篇
- サントリー／BOSS「Pepper（職場）」篇
- トヨタ自動車／アルファード「ブエノスアイレス」篇
- KIRIN／企業「PASSER」篇
- 日本スポーツ振興センター／BIG「西島の証言」篇
- ストライプインターナショナル／earth music&ecology「合唱」篇
- GMOクリック証券／企業「Life is Art」篇
- セブンカードサービス／nsnscoカード「ナナコとnanaco～理容師～」篇
- LOTTE／ウェル噛む「依頼」篇

2016年
- ソフトバンク／スポナビ「ダンス」篇
- ソフトバンク／白戸家「ビュンビュン」篇
- ソフトバンク／白戸家「ゴジラVSお父さん」篇
- サントリー／BOSSレボマン「北海道新幹線」篇
- サントリー／プレミアムBOSS「プレミアム祭り」篇
- サントリー／BOSSレボマン「昭和」篇
- トヨタ自動車／プリウス「先生と犬 見に行く」篇
- トヨタ自動車／クラウン「COOL or HOT？」篇
- 日本スポーツ振興センター／BIG「キョウコとお姉ちゃん」篇
- 日清食品ホールディングス／どん兵衛「生まれかわったどん兵衛」篇
- ストライプインターナショナル／earth music&ecology「父と娘」篇
- コーセー／Visee「これが、大人チーク」篇
- かんぽ生命／企業「それは人生、わたしの人生」篇
- エニグモ／BUYMA「A KindDrone」篇
- JXエネルギー／企業「様々なエネルギー」篇
- 大塚製薬／ポカリスエット「エール」篇
- GMOクリック証券／企業「Life is a Challenge」篇
- インテリジェンス／DODA「キミだけのゴール」篇
- ぐるなび／企業「忘年会INキルギス」篇
- ヤンマー／企業「香川真司」篇

2017年
- ソフトバンク／SUPER STUDENT「学校」篇
- ソフトバンク／企業「古田の説明」篇
- ソフトバンク／吉永小百合「いつでも夢を（全国）」篇
- サントリー／こくしぼり「月夜の下で」篇
- サントリー／CRAFT BOSS「新しい風・2時間後」篇
- サントリー／BOSS「ボスジャンの先輩」篇
- 大塚製薬／ポカリスエット「踊る始業式」篇
- 大塚製薬／ポカリスエット「踊る修学旅行」篇
- 大塚製薬／ファイブモニ「恋よりセンイ。」篇
- 日本スポーツ振興センター／BIG「キョウコとお姉ちゃん 宝石店」篇
- 日本スポーツ振興センター／BIG「キョウコとお姉ちゃん 劇場」篇
- 日清食品ホールディングス／カップヌードル「HUNGRY DAYS」篇
- 日清食品ホールディングス／カップヌードル「HUNGRY DAYS サザエさん」篇
- ストライプインターナショナル／earth music&ecology「バッティング」篇
- ストライプインターナショナル／earth music&ecology「幸せについて～校舎の裏～」篇
- かんぽ生命／企業「子どもたちが見ているこの国の未来」篇
- かんぽ生命／企業「もしもあのとき」篇
- GMOクリック証券／企業「Life is Going on」篇
- GMOクリック証券／企業「Life is Precious」篇
- コーセー／雪肌精「夏の冷やし雪肌精」篇
- コーセー／Visee「ツヤに飽きたらマットリップ」篇
- ゆうちょ銀行／企業「未来もずっと、ここに。」篇
- マクドナルド／McSWEETS「マックシェイク×カルピス® 青春コラボ」篇
- トーンモバイル／TONE「大人になって後悔」篇
- キリン／企業「私たちの代表」篇
- アキタ／きよら「ピクニックせまい」篇
- WOWOW／「出会い」篇
- ネイチャーラボ／ランドリン「豪邸」篇
- スマートニュース／SmartNews「将棋」篇
- LINE／Clova WAVE「波瑠」篇
- JXTGエネルギー／ENEOS「エネルギーソング リレー」篇

2018年
- ソフトバンク／企業「ワ・ワ・ワンド 戌年だから、いいじゃないですか。」篇
- ソフトバンク／「学割先生 登場」篇
- サントリー／BOSS「海女」篇
- サントリー／CRAFT BOSS「新しい風・新CEO」篇
- 日清食品ホールディングス／カップヌードル「HUNGRY DAYS 最終回」篇
- 日清食品ホールディングス／カップヌードル「ヤバい。なんか熱い。東南審議」篇
- 日清食品ホールディングス／チキンラーメン「アクマのキムラー」篇
- ストライプインターナショナル／earth music&ecology「上機嫌でいこう」篇
- コーセー／雪肌精「肌どけファンデ」篇
- コーセー／Visee「シアーに色づくグラデリップ」篇
- コーセー／ELSIA「化粧下地なしでも、ピタッと密着、パッとツヤ肌。」篇
- マクドナルド／McSWEETS「マックフルーリー超オレオ」篇
- キリン／企業「We're in the same boat.決戦」篇
- WOWOW／企業「引越し」篇
- WOWOW／企業「合唱」篇
- ネイチャーラボ／MARO「泡マーロシャンプー」篇
- ネイチャーラボ／LAVON「am 9:08」篇
- ネイチャーラボ／ダイアンボタニカル「シチリアンフルーツ」篇
- LINE／LINEバイト「沸騰ボーイ セリフ」篇
- キユーピー／サラダソルト「新しいサラダ、はじまる。」篇
- 集英社／ナツイチ「夏びらき。」篇
- JXTGエネルギー／ENEOSでんき「この顔を思い出してください」篇
- ダイドー／ぷるっシュ!!「いってきます！」篇
- スマートニュース／千鳥SmartNews「クーペン」篇

2019年
- ソフトバンク／SoftBank music project「しばられるな」篇
- ソフトバンク／白戸家「歌のリレー（令和）」篇
- NTTドコモ／企業「はじまりの物語」篇
- NTTドコモ／企業「キャラ・オーディション開催」篇
- サントリー／BOSS「老舗」篇
- サントリー／CRAFT BOSS「新しい風・副業」篇
- 日清食品ホールディングス／カップヌードル「HUNGRY DAYS ワンピース ビビ」篇
- ストライプインターナショナル／earth music&ecology「エシカルへ」篇
- コーセー／雪肌精「消える乳液？」篇
- コーセー／Visee「フォギーオン チークス N」篇
- コーセー／ESPRIQUE「パウダーで絶品肌。」篇
- Spotify Japan／Spotify「年越し」篇
- WOWOW／企業「旅館」篇
- JXFGエネルギー／ENEOS「ENEOSエネルギーソング 100ｍ走 体力」篇
- ネイチャーラボ／MARO17「黒髪のシャア／黒髪兄さん」篇
- ネイチャーラボ／Diane「ダイアンミラクルユー」篇
- アンファー／スカルプD「バス停」篇
- 象印／ごはんの炊き方／舞う男」篇
- GMOクリック証券／企業「Life is a Revolution.」篇
- 大塚製薬／ポカリスエット「ポカリ青ダンス 魂の叫び」篇
- キリン／企業「新しい応援」篇
- マンダム／GATSBY「GATSBY COP 第2部 ペペの暴動」篇
- LINE／LINEモバイル「LINEモバイルダンス 誰でもみんな」篇

2020年
- ソフトバンク／企業「5G 予告」篇
- ソフトバンク／企業「オンライン里帰り」篇
- ソフトバンク／ドラえもん「未来のジャイアン・スネ夫登場」篇
- NTTドコモ／企業「カンナとミナミ」篇
- NTTドコモ／企業「先生からみんなへ」篇
- サントリー／BOSS「漁港」篇
- サントリー／CRAFT BOSS「新しい風・ブレンド」篇
- サントリー／CRAFT BOSS「宇宙人ジョーンズ・銭湯」篇
- 日清食品／カップヌードル「HUNGRY DAYS ワンピース 頂上決戦」篇
- 日清食品／チキンラーメン「アクマのキムラー昇天」篇
- ネスカフェ／キットカット「今、伝えたいこと」篇
- キリン／生茶「新・登場」篇
- LINEモバイル／「LINEモバイルダンス・サプライズ」篇
- 富士フイルム／お正月を写そう「ラグビー七福神・音チェキ」篇
- ネイチャーラボ／Diane「ライシャンプー ライブ」篇
- クオカード／QUOカードPay「誰と喋ってんの」篇
- マンダム／GATSBY「汗かいたら派 VS 快楽派」篇
- マクドナルド／ごはんバーガー「ごはんat HOME・息子」篇
- 新潟米新之助「おいしいお米は、美しい。」篇
- トヨタ自動車／ヴォクシー「親子デート」篇
- 大王製紙／アテント「常識をはきかえよう」篇
- スマートニュース／企業「半額クーポン」篇

2021年
- ソフトバンク／「5Gってドラえもん？ ドラミ登場」篇
- ソフトバンク／LINEMO「ラインモだモン・新プラン」篇
- サントリー／クラフトボス「ボコボコダンス」篇
- サントリー／ボス ブルーインパクト－冴えの微糖－「青き日の衝撃」篇
- ユニクロ／2021 Fall/Winter「LifeとWear」シリーズ
- アイリスオーヤマ／充電式スティッククリーナー「このスキマを」篇
- ディップ／dip「ワクチンインセンティブ導入」篇
- NTTドコモ／瞬速5G 「ドコモの社会科見学」篇
- ENEOS／東京2020「聖火台」篇
- 大和ハウス工業／「生きる場所へ」篇
- GMOクリック証券／「New Life is ... もうきっと大丈夫」篇
- マクドナルド／ごはんバーガー「農家でごはん／第1話」篇
- ロッテ／「XYLITOL×BTS Smile Special Movie」
- 岡山トヨペット／交通事故ZEROプロジェクト「Road to Ninja ～ 一億総忍者の国 ～」
- 集英社／「ナツイチ 2021」よまにゃチャンネル
- ネイチャーラボ／ランドリン「家もよろこぶ」篇
- キリン／スプリングバレー「おいしさの秘密」篇
- サカイスラッシュ／sacai 2022 spring & summer collection
- ジンズ／JINS MEME「コンセプトムービー」
- デジタルガレージ／「TOMIGAYA」篇
- ユニリーバ／ラックス スーパーリッチシャイン「私をすすめるのは、私。」篇
- YKK AP／HEALTHCARE MADO「日本中で」篇
- アダストリア／LOWRYS FARM「2021autumn」篇
- Uber Eats／「Uber Eatsでいつもの朝に朝マック」篇
- 藤子・F・不二雄プロ／ドラえもんチャンネル公式アプリ 告知ムービー

2022年
- ソフトバンク／ラインモ「 ルーレット」篇
- サントリー／クラフトボス ミルキープレッソ「ニューニューな朝」篇
- ユニクロ／2022 Spring/Summer「LifeとWear」シリーズ
- 日清食品／冷凍 日清本麺 「本気の語り」篇
- ソニー・ミュージックマーケティングユナイテッド／有観客ライブ「INSIDE THE FIRST TAKE」
- GMOクリック証券／「New Life is … The Movie」篇
- マクドナルド／夜マック店長シリーズ
- GEEK PICTURES×YUI KAMIJI／「YUI KAMIJI ROAD TO PARIS 2024／Ready,」
- 日本中央競馬会／JRA ウマのそら。「皐月賞」
- ツムラ／「違いを知ることからはじめよう。#わたしの生理のかたち」
- JR東海／「会うって、特別だったんだ。」篇
- Amazon Music／「Following is Cheering」篇
- Google／「Googleレンズ」篇
- Amazon Prime／「いちばんの特典」
- 資生堂／150周年 メッセージフィルム 『From life comes beauty. 「うつくしい」は、いのちの話。』
- アンファー／スカルプＤ「ミノキなら、生える。」篇
- GUCCI／KAGUYA BY GUCCI
- ecforce／「牛乳を注ぐ男」篇
- V1プロバレーボールチーム「東京グレートベアーズ」／オープニングムービー

2023年
- KANEBO ／「希望よ、超えてゆけ。」篇
- KDDIトビラ／「宇宙」「スマートドローン」「スマート漁業」篇
- グッドコムアセット／「山下さんはまだ知らない」サウナ篇
- 三菱商事／「私たちの仕事」篇
- ファンデリー／「旬すぐ いってらっしゃい」篇
- 不⼆家／「さ、前をミルキー！」篇
- Amazon Prime／「思いのまま」
- タカノフーズ／すごい納豆 S-903
- メルカリ／「激似の兄」篇
- マンダム／GATSBY メタラバー「誕生」篇
- カンロ／ピュレグミ「トキメキって恋だけじゃない」
- ソフトバンク／「ペイトク ダンス」篇
- 集英社／『キングダム』⼀億部突破記念ムービー
- サントリー／割るだけBOSS CAFE『水で割るだけトレビア～ン』
- ⽇清／どん兵衛「M-1優勝セール」
- Netflix／幽☆遊☆白書 「Get Ready With Us」
- Netflix／映画『パレード』感想ドキュメンタリー
- リクルート／ゼクシィ 30周年広告「あなたが幸せならそれでいい」 グラフィック
- PlayStation × King Gnu／Play Has No Limits “限界突破”
- Yuzuru Hanyu ICE STORY 2nd “RE_PRAY” TOUR
- ZOZO／niaulab TALK 安達祐実
- 資生堂／アネッサ 金ジェル「シミ予防保水UVヴェール」篇
- マクドナルド／Ado「踊」× asmi「PAKU」ティロリミックス

2024年
- 兵庫県明石市×上地結衣選手 応援ムービー
- 米津玄師／「さよーならまたいつか！」アーティスト写真
- 伊藤忠商事／『おかげさまで、幸せです』篇
- アキタフーズ／きよらグルメ仕立て「きよキン」篇
- 池田模範堂／液体ムヒS「僕らの夏は、液体ムヒS。」篇
- ユニクロ／2024 AIRism「LifeとWear／肌砂丘のふたり 夏」
- 大塚製薬／SOYJOY「イチジクハート」篇
- サントリー／碧Ao meets 椎名林檎『今宵、どうぞお好きなように』篇

### ミュージック・ビデオ
2021年
- Vaundy「しわあわせ」
- GENERATIONS from EXILE TRIBE「UnchainedWorld」
- 宮本浩次「sha・la・la・la」
- 乃木坂46「Wilderness world」
- 東京事変「緑酒」
- 黒木渚「心がイエスと言ったなら」
- 道玄坂43「強肉弱食時代」
- Nissy(西島隆弘) 「Do Do」
- マカロニえんぴつ「なんでもないよ、」
- 宮本浩次 × 櫻井和寿 organized by ap bank「東京協奏曲」

2022年
- Vaundy「HERO」「CHAINSAW BLOOD」
- Creepy Nuts「Bad Orangez」
- TK from 凛として時雨「As long as I love (with 稲葉浩志）」
- 菅田将暉「惑う糸」
- 変態紳士クラブ「溜め息」
- RADWIMPS「カナタハルカ」
- Snow Man｢JUICY｣

2023年
- 日向坂46「シーラカンス」
- 宮本浩次「飾りじゃないのよ 涙は」
- millennium parade × 椎名林檎「Ｗ●ＲＫ」
- ひかりとだいち love SOIL&”PIMP”SESSIONS「eden」
- 僕が見たかった青空「青空について考える」
- サザンオールスターズ「盆ギリ恋歌」
- マキシマム ザ ホルモン『恋のアメリカ』
- マカロニえんぴつ「悲しみはバスに乗って」
- エレファントカシマシ「No more cry」
- Nissy（⻄島隆弘)「When You Were Mine」

2024年
- 桑⽥佳祐＆松任⾕由実「Kissinʼ Christmas(クリスマスだからじゃない) 2023」
- Vaundy「タイムパラドックス」
- 野田洋次郎「なみしぐさ」
- 藤原さくら「my dear boy」
- 椎名林檎「人間として」
- EXILE B HAPPY「MORNING SUN」

2025年
- Bank Band「カラ」

### 映画製作・映画配給（製作参加作品含む）
2011年
- ミツコ感覚（12月公開）

2012年
- Monsters Club（4月公開）

2013年
- ペタル ダンス（4月公開）
- 人類資金（10月公開）

2014年
- ジャッジ!（1月公開）
- 海月姫（12月公開）

2015年
- 深夜食堂（1月公開）
- hide 50th anniversary FILM 「JUNK STORY」（5月公開）
- 流れ星が消えないうちに（11月公開）
- 友だちのパパが好き（12月公開）

2016年
- セーラー服と機関銃 -卒業-（3月公開）
- オーバー・フェンス（9月公開）
- 続・深夜食堂（11月公開）
- At the terrace テラスにて（11月公開）

2017年
- 君と100回目の恋（2月公開）
- ハルチカ（3月公開）
- ブルーハーツが聴こえる ～1001のバイオリン～（4月公開）
- 吉田類の「今宵、ほろ酔い酒場で」（6月公開）
- 東京喰種（7月公開）

2018年
- 羊の木（2月公開）
- どちらを選んだのかはわからないが、どちらかを選んだことははっきりしている（第71回カンヌ国際映画祭短編コンペティション部門ノミネート）
- クソ野郎と美しき世界（4月公開）
- 空からの花火（6月公開）
- 美知の通勤電車（6月SSFF & ASIAにて上映）
- ハナレイ・ベイ（10月公開）
- 来る（12月公開）

2019年
- チワワちゃん（1月公開）
- ザ・ファブル（6月公開）
- 東京喰種【S】（7月公開）

2020年
- サヨナラまでの30分（1月公開）
- MAN WITH A MISSION THE MOVIE -TRACE the HISTORY-（2月公開）
- 一度死んでみた（3月公開）
- 実りゆく（10月公開）
- フード・ラック!食運（11月公開）

2021年
- 椿の庭（4月公開）
- ザ・ファブル 殺さない殺し屋（6月公開）
- ROOOM（7月公開）

2022年
- サバカン SABAKAN（8月公開）
- 犬も食わねどチャーリーは笑う（9月公開）
- 沈黙のパレード（9月公開）
- 宮松と山下（11月公開）

2024年
- 告白 コンフェッション（5月公開）
- タイホラー映画「フンパヨン 呪物に隠れた闇」配給（7月公開）
- 赤羽骨子のボディガード（8月公開）
- タイホラー映画「バーン・クルア 凶愛の家」配給（11月公開）

2025年
- ゆきてかへらぬ（2月公開）

### テレビ・ネット配信ドラマ
- 深夜食堂2
- 深夜食堂3
- 深夜食堂-Tokyo Stories-
- 深夜食堂 -Tokyo Stories Season 2-
- NHK「嘘なんてひとつもないの」
- NHK「オドモTV」
- NTV「節約ロック」
- RCC「恋より好きじゃ、ダメですか?」- 制作協力
- NHK Eうた♪ドラマ「歌のおじさん Eたん」
- NHK BSプレミアム「すぐ死ぬんだから」
- Amazon Originalドラマ「誰かが、見ている」
- TX「アノニマス～警視庁”指殺人”対策室～」
- WOWOWオリジナルドラマ「FM999 999WOMEN’S SONGS」
- NTV「武士スタント逢坂くん！」
- LINE NEWS VISION「上下関係」
- Amazon Prime Video「僕の姉ちゃん」
- NHK BSプレミアム「今度生まれたら」
- MBS「あせとせっけん」
- TOKYO MX「渋谷先生がだいたい教えてくれる」
- 関西テレビ「エルピス-希望、あるいは災い-」
- テレビ朝日「やっぱそれ、よくないと思う。」
- タテ型ショートドラマ「愛の掛け惨」
- ホラーショートフィルム作品集「NN4444」『犬』
- FODオリジナルオムニバスドラマ『I am… 23歳たち』

### アニメ・WEBTOON
2018年
- RErideD-刻越えのデリダ-

2019年
- 可愛ければ変態でも好きになってくれますか?

2020年
- プランダラ
- デート・ア・バレット

2022年
- 幻想三國誌 -天元霊心記-
- デート・ア・ライブIV

2023年
- 人間不信の冒険者たちが世界を救うようです
- デッドマウント・デスプレイ
- ライアー・ライアー
- ミギとダリ
- デッドマウント・デスプレイ（第2クール）
- デート・ア・ライブV
- ハケンアニメ!

2024年
- 宗⽉くんのときめき〜⼄⼥ゲームの攻略キャラから「俺を愛せ」と迫られたけど、なぜか溺愛されています！〜
- 実は二人は… 〜愛が復讐心に変わる時、衝撃の結末が訪れる〜
- 陰キャ上等 〜カースト底辺魔王、リア充勇者をぶっ潰す〜

## ブランド

### ユニット
- GEEK PICTURES Division
- geekpark
- GEEK CREATIVE STUDIO
- DIRECTOR & EDITOR
- GEEK DESIGN
- GEEK/ART
- GEEK WONDERS
- GEEKTOYS
- PAVLOV.
- geek sight
- Beyond

### クリエイティブユニット
- VOYAGER（クリエイターマネージメント）
- ZEN CREATIVE（フィルムディレクター・カメラマン・スタイリストマネージメント）
- WASH（クリエイターマネージメント）

## 子会社
- RED
- ヌーヴェルヴァーグ
- 栃木スタジオシティプランニング
- ギークピクチュアズ 上海
- ギークピクチュアズ インド（デリー）
- ギークピクチュアズ バンコク

## 関連会社
- ビジュアルマントウキョー（CG制作）